# Гринвил (Калифорнија)
Гринвил (енгл. Greenville) насељено је место без административног статуса у америчкој савезној држави Калифорнија.

## Демографија
По попису из 2010. године број становника је 1.129, што је 31 (-2,7%) становника мање него 2000. године.
| Група             | 2000.       | 2010.       |
| Белци             | 933 (80,4%) | 830 (73,5%) |
| Афроамериканци    | 1 (0,1%)    | 1 (0,1%)    |
| Азијати           | 3 (0,3%)    | 11 (1,0%)   |
| Хиспаноамериканци | 108 (9,3%)  | 109 (9,7%)  |
| Укупно            | 1.160       | 1.129       |